# Тутуб

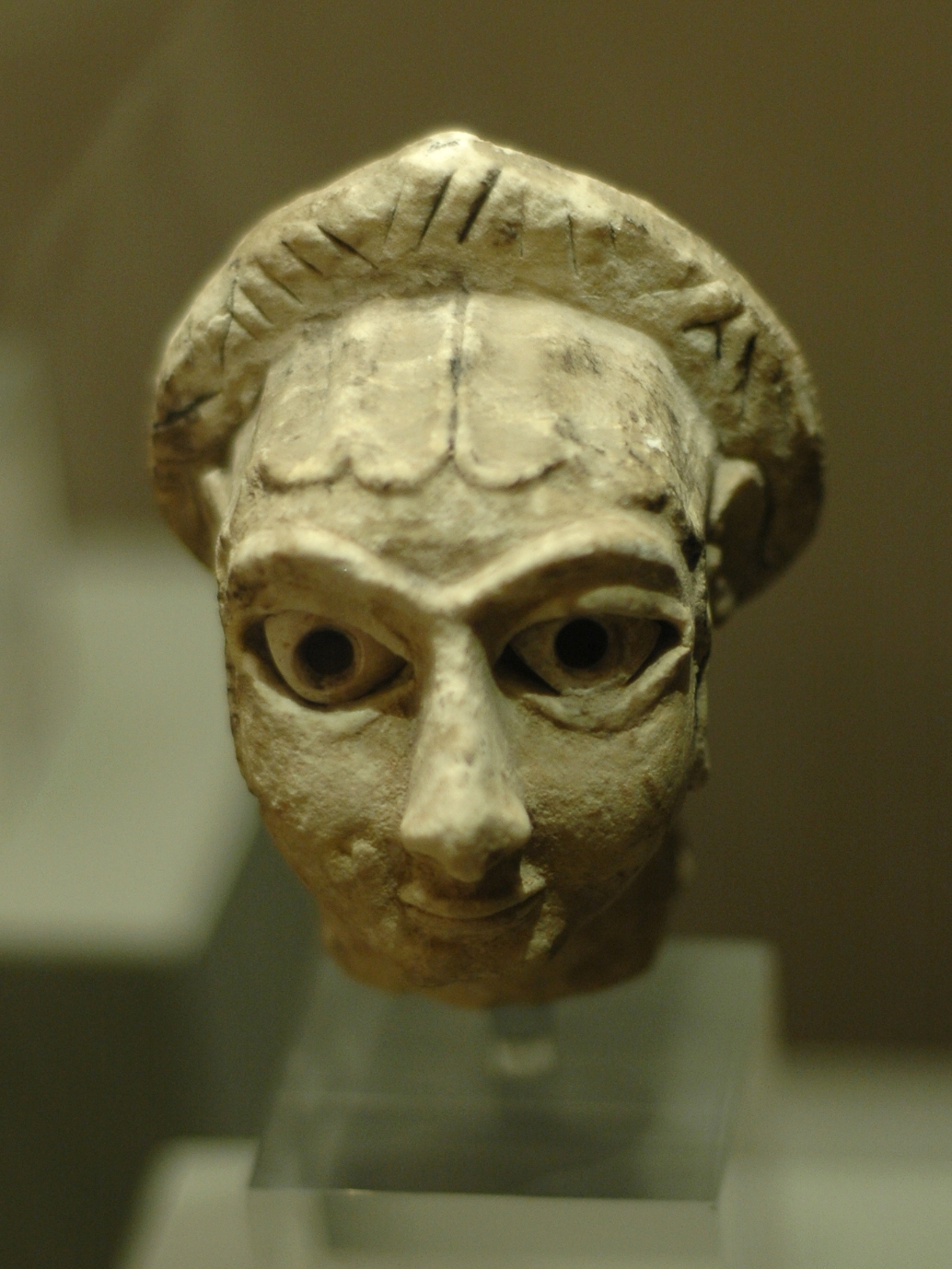
Скульптурный женский портрет из Хафаджи, сер. III тыс. до н. э., Лувр, Париж

Тутуб (ныне Хафадже) — древний город в Месопотамии, расположенный в 15 км восточнее Багдада на реке Дияле, притоке Тигра. Город известен своим храмом (одно время полагали он посвящён богу Луны Сину), построенным на вершине двойной террасы, каждый уровень которой спрятан за овальной стеной. Храм на овальных террасах относится к IV тысячелетию до. н. э.

## Раскопки
Город в настоящее время представляет 3 невысоких холма, раскопки на которых проводились в 1930—1939 годах американскими археологами. Поселение относится к древнейшей, раннединастической эпохе Южного Двуречья. При раскопках были обнаружены многочисленные артефакты, характерные для архитектуры и материальной культуры досаргонидской Месопотамии, то есть для периода с конца IV по 1-ю половину III тысячелетия до н. э. — в том числе большое количество цилиндрических печатей, образцов шумерской скульптуры, керамики и др.
Кроме храма бога Луны Сина (конец IV — середина III тысячелетия до н. э.) учёными были исследованы большой «Овальный храм» богини Инанны, относящийся к началу III тысячелетия до н. э. — 24/23 векам до н. э. и кварталы жилых домов от периода Урука (середина IV тысячелетия до н. э.) до периода династии Исина-Ларса (начало II тысячелетия до н. э.). Более ранние культурные слои Тутуба оказались недоступны для исследователей, так как находятся ниже уровня грунтовых вод.